# 2-Districtenpijl 2021
2-Districtenpijl 2021 er den 1. udgave af det belgiske cykelløb 2-Districtenpijl. Linjeløbet bliver kørt omkring Antwerpen den 4. juli 2021 med start i Ekeren og mål i Deurne. Løbet er en del af den internationale UCI-kalender for damer 2021 og den nationale Lotto Cycling Cup. Den oprindelige 1. udgave blev i 2020 aflyst på grund af coronaviruspandemien.

## Resultater
| \| Samlede stilling \| Samlede stilling \| Samlede stilling \| Samlede stilling \| Samlede stilling \| \| Rytter \| Rytter \| Hold \| Tid \| \| \| ---------------- \| ---------------- \| ---------------- \| ---------------- \| ---------------- \| |        |      |     |
| |        |      |     |
| Kilde: ProCyclingStats |        |      |     |
| Samlede stilling |        |      |     |
| Rytter | Rytter | Hold | Tid |